# Caroline Munro
Caroline Munro (Windsor, 16 januari 1949) is een Britse actrice.
Munro groeide op in Rottingdean, alwaar ze naar een katholieke school ging. Ze begon haar carrière als model. Haar moeder schreef haar in bij een krantje waar ze meedeed aan de competitie van "Model van het jaar". Even later poseerde zij voor tijdschriften, zoals Vogue, zeventien jaar oud. Rond die tijd figureerde ze ook in films.
Munro verhuisde naar Londen waar ze haar carrière als model voortzette. Daar kreeg ze ook haar eerste echte rol in een film. Ze speelde de dochter van Richard Widmark in A Talent for Loving (1969). Hier ontmoette ze ook acteur Judd Hamilton, ze trouwden in 1974. Haar grote debuut kwam, toen ze in 1977 Naomi speelde in de Bondfilm The Spy Who Loved Me.
Munro scheidde van Judd in 1986. Ze trouwde vier jaar later met George Dugdale. Aangezien ze na haar debuut in de Bondfilm alleen nog maar kleinere rollen aangeboden kreeg ging ze met pensioen. Sindsdien richt ze zich op haar huwelijk en haar twee dochters.

## Filmografie

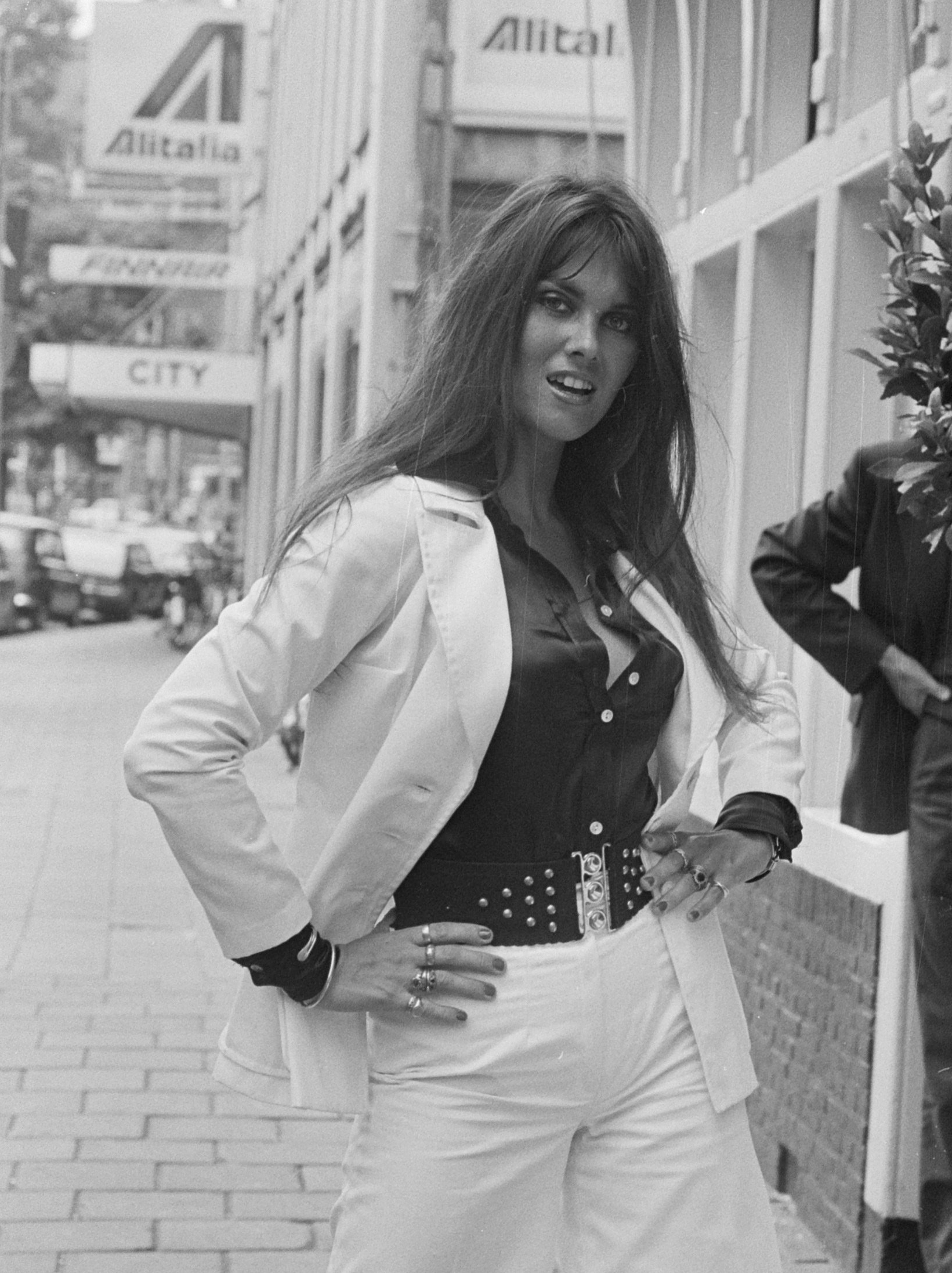
Munro in Amsterdam (1974)

- Fumo di Londra (1966) - Mooie brunette
- Casino Royale (1967) - Bewakingsmeisje (onvermeld)
- Joanna (1968) - ? (onvermeld)
- Where's Jack? (1969) - Madame Vendonne
- A Talent for Loving (1969) - Evalina
- The Abominable Dr. Phibes (1971) - Victoria Regina Phibes (onvermeld)
- Dr. Phibes Rises Again (1972) - Victoria Regina Phibes (onvermeld)
- Dracula A.D. 1972 (1972) - Laura
- The Golden Voyage of Sinbad (1973) - Margiana
- Captain Kronos – Vampire Hunter (1974) - Carla
- I Don't Want to Be Born (1975) - Mandy Gregory
- At the Earth's Core (1976) - Dia
- The Spy Who Loved Me (1977) - Naomi
- Starcrash (1979) - Stella Star
- Maniac (1980) - Anna D'Antoni
- The Last Horror Film (1982) - Jana Bates
- Adam Ant: Goody Two Shoes - Journaliste (videoclip)
- Don't Open Till Christmas (1984) - Caroline
- Slaughter High (1986) - Carol
- El Aullido del Diablo (Howl of the Devil) (1987) - Carmen
- Faceless (1988) - Barbara Hallen
- Il Gatto Nero (Demons 6: De Profundis) (1989) - Nora
- Night Owl (1993) - haarzelf
- To Die For (1994) - Mrs. Pignon
- Flesh and Blood: The Hammer Heritage of Horror (1994) - haarzelf (documentaire)
- Domestic Strangers (1996) - Adviseur
- Bond Girls Are Forever (2002) - haarzelf (documentaire, archiefbeeld)
- Flesh for the Beast (2003) - Carla, de zigeunerin
- The Absence of Light (2006) - Abbey Church
- Christopher Lee - Gentleman des Grauens (2010) - haarzelf (documentaire)
- The Man Who Saw Frankenstein Cry (2010) - haarzelf (documentaire)
- Ray Harryhausen: Special Effects Titan (2011) - haarzelf (documentaire)
- Crying Wolf 3D (2015) - Winkelier
- Vampyres (2015) - Hoteleigenares
- Cute Little Buggers (2017) - Mystic Mary
- Hammer Horror: The Warner Bros Years (2018) - haarzelf (documentaire)
- House of the Gorgon (2019) - Barones Bartov
- The Haunting of Margam Castle (2020) - Brenda
- In Search of Dracula with Mark Gatiss (2020) - haarzelf (documentaire)
- In Search of Darkness: Part III (2022) - haarzelf (documentaire)

- Biblioteca Nacional de España: XX1477833
- Bibliothèque nationale de France: cb14036072n (data)
- Gemeinsame Normdatei: 1042780137
- International Standard Name Identifier: 0000 0001 1463 4897
- Library of Congress Control Number: no97033482
- Système universitaire de documentation: 25043153X
- Virtual International Authority File: 119890048
- WorldCat: E39PBJtrQyPBjxTpf3dJbXhCQq